# Kyrkovalet i Svenska kyrkan 2005
Kyrkovalet i Svenska kyrkan 2005 var ett val i Svenska kyrkan som hölls den 18 september 2005. I kyrkovalet utses ledamöter och ersättare till
- kyrkofullmäktige i församlingarna, alternativt direktvalt kyrkoråd (i vissa församlingar som ingår i en kyrklig samfällighet)
- samfällda kyrkofullmäktige i samfälligheten (där församlingen ingår i en kyrklig samfällighet)
- stiftsfullmäktige i stiften
- Kyrkomötet (Svenska kyrkan).

Valdeltagandet var 12,0 %, en minskning med 2,2 % i jämförelse med valet 2001. Totalt antal avgivna röster var 696 476 st, vara av 12 737 förklarades ogiltiga.

## Nomineringsgrupper som ställde upp i valet till kyrkomötet 2005
- Arbetarepartiet – Socialdemokraterna
- Centerpartiet
- Elävä seurakunta – Levande församling
- Frimodig Kyrka
- Folkpartister i Svenska kyrkan
- Gabriel
- Kristdemokrater i Svenska kyrkan
- Kyrklig samverkan i Visby stift
- Miljöpartister i Svenska kyrkan
- Moderata Samlingspartiet
- Partipolitiskt obundna i Svenska kyrkan
- SPI Seniorpartiet
- Sverigedemokraterna
- Vänstern i Svenska Kyrkan
- Öppen kyrka – en kyrka för alla

## Nomineringsgrupper som representeras i kyrkomötet
| Nomineringsgrupp                               | 2001 | 2005 |
| ---------------------------------------------- | ---- | ---- |
| Arbetarepartiet-Socialdemokraterna (s)         | 74   | 71   |
| Moderata Samlingspartiet (m)                   | 48   | 45   |
| Centerpartiet (c)                              | 43   | 41   |
| Partipolitiskt obundna i Svenska kyrkan (posk) | 36   | 34   |
| Kristdemokrater i Svenska kyrkan1              | 24   | 17   |
| Folkpartister i Svenska kyrkan (fisk)2         | 15   | 15   |
| Öppen kyrka                                    | 3    | 7    |
| Frimodig kyrka                                 | -    | 7    |
| Miljöpartister i Svenska kyrkan                | -    | 4    |
| Sverigedemokraterna (sd)                       | 2    | 4    |
| Vänstern i Svenska kyrkan3                     | 4    | 3    |
| Gabriel                                        | 1    | 1    |
| Kyrklig samverkan i Visby stift                | 1    | 1    |
| SPI Seniorpartiet                              | -    | 1    |

1. Organisationen Kristdemokrater i Svenska kyrkan ställde upp istället för det politiska partiet Kristdemokraterna (kd).
2. Nätverket Folkpartister i Svenska kyrkan (fisk) ställde upp i stället för det politiska partiet Folkpartiet Liberalerna (fp).
3. Organisationen Vänstern i Svenska kyrkan (visk) ställde upp i stället för det politiska partiet Vänsterpartiet (v).

### Fotnoter
1. ↑  Teresa Skeppholm (16 september 2005). ”Kyrkoval den 18 september: Vad är det vi röstar på?”. Sveriges Television. http://www.svt.se/nyheter/kyrkoval-den-18-september-vad-ar-det-vi-rostar-pa. Läst 5 november 2016.